# Matthias Brandt
Matthias Brandt (Nyugat-Berlin, 1961. október 7. –) német színész.

## Élete
Matthias Brandt Willy Brandt volt német kancellár és felesége, Rut legfiatalabb fia.
Tanult a hannoveri főiskolán (Hochschule für Musik, Theater und Medien Hannover).
Nős és lánya van.

## Filmográfia
| Év        | Magyar cím                    | Cím                                                     | Szerep                          | Megjegyzések       | Rendező             |
| --------- | ----------------------------- | ------------------------------------------------------- | ------------------------------- | ------------------ | ------------------- |
| 2002      |                               | Voll korrekte Jungs                                     |                                 | TV-film            | Rolf Silber         |
| 2002      |                               | Große Mädchen weinen nicht                              | Jost, Kati apja                 |                    | Maria von Heland    |
| 2003      | A hatalom árnyékában          | Im Schatten der Macht                                   | Günter Guillaume                | TV-film            | Oliver Storz        |
| 2003–2010 | Tetthely                      | Tatort                                                  | különbböző szerepek             | 5 epizód           |                     |
| 2004      |                               | Der Stich des Skorpion                                  | Volker Erler                    | TV-film            | Stephan Wagner      |
| 2004      |                               | Mr. und Mrs. Right                                      |                                 | TV-film            | Torsten C. Fischer  |
| 2005      |                               | Arnies Welt                                             | Enno postás                     | TV-film            | Isabel Kleefeld     |
| 2005      |                               | In Sachen Kaminski                                      | Markus Lehmann                  | TV-film            | Stephan Wagner      |
| 2005      |                               | Die Leibwächterin                                       | Till Sieber                     |                    |                     |
| 2005      | Három nővér - made in Germany | Drei Schwestern made in Germany                         |                                 | TV-film            | Oliver Storz        |
| 2006      |                               | Leo                                                     |                                 | TV-film            | Vivian Naefe        |
| 2006      |                               | Vineta                                                  | Hans Montag                     |                    | Franziska Stünkel   |
| 2007      |                               | Schimanski: Tod in der Siedlung                         | Martin Krawe                    | televíziós sorozat | Torsten C. Fischer  |
| 2007      |                               | Die Frau am Ende der Straße                             |                                 | TV-film            | Claudia Garde       |
| 2007      |                               | Der Mann von gestern                                    |                                 | TV-film            | Hannu Salonen       |
| 2007      |                               | Contergan                                               | Henrik Spiess                   | TV-film            | Adolf Winkelmann    |
| 2007      |                               | Gegenüber                                               | Georg Hoffmann                  |                    | Jan Bonny           |
| 2007      |                               | Unter anderen Umständen: Bis dass der Tod euch scheidet | Niko Brix                       | 2. epizód          | Judith Kennel       |
| 2008      |                               | Todsünde                                                |                                 | TV-film            | Matti Geschonneck   |
| 2008      |                               | Die zweite Frau                                         |                                 | TV-film            | Hans Steinbichler   |
| 2008      |                               | Nachtschicht – Ich habe Angst                           | André Eggers                    | 5. epizód          | Lars Becker         |
| 2009      |                               | Ein Sommer mit Paul                                     |                                 | TV-film            | Claudia Garde       |
| 2009      |                               | Ein Mann, ein Fjord!                                    | Dr. Reinhold Schwarz-Ebershagen | TV-film            | Angelo Colagrossi   |
| 2009      |                               | [ Wölfe                                                 | Jakob                           | TV-film            | Friedemann Fromm    |
| 2009      |                               | Live Stream                                             | Phillipp Hofmann                | TV-film            | Jens Wischnewski    |
| 2009      |                               | Entführt                                                | Svensson                        | TV-film            | Matti Geschonneck   |
| 2009      |                               | Die Frau, die im Wald verschwand                        | Horst Karg                      | TV-film            | Oliver Storz        |
| 2010      |                               | Ken Folletts Eisfieber                                  | Nigel                           | TV-film            | Peter Keglevic      |
| 2010      |                               | Tod einer Schülerin                                     | Alex Berger                     | TV-film            | Mark Schlichter     |
| 2010      |                               | Schutzlos                                               | Peter                           | TV-film            | René Heisig         |
| 2010      | A császár új ruhája           | Des Kaisers neue Kleider                                | A császár                       | TV-film            | Hannu Salonen       |
| 2011      |                               | In den besten Jahren                                    | Karl Wenzelburger               | TV-film            | Hartmut Schoen      |
| 2011–2018 | A rendőrség száma 110         | Polizeiruf 110                                          | Hanns von Meuffels              | 15 epizód          |                     |
| 2012      |                               | Glück                                                   | Noah Leyden                     |                    | Doris Dörrie        |
| 2012      | Egy éjszaka vége              | Das Ende einer Nacht                                    | André Weiss                     | TV-film            | Matti Geschonneck   |
| 2012      |                               | Ruhm                                                    | Ludwig                          |                    | Isabel Kleefeld     |
| 2013      |                               | Vier sind einer zuviel                                  | Felix Schubert                  |                    | Torsten C. Fischer  |
| 2013      | Elárult barátok               | Verratene Freunde                                       | Andreas Rogel                   |                    | Stefan Krohmer      |
| 2013      | Egy gyilkos döntés            | Eine mörderische Entscheidung                           | Georg Klein                     |                    | Raymond Ley         |
| 2014      |                               | Männertreu                                              | Georg Sahl                      |                    | Hermine Huntgeburth |
| 2014      |                               | Das Zeugenhaus                                          | Erwin von Lahousen              |                    | Matti Geschonneck   |
| 2015      |                               | Ein großer Aufbruch                                     | Heiko                           |                    | Matti Geschonneck   |
| 2016      |                               | Sanft schläft der Tod                                   | Bernd Peters                    |                    | TV-film             |
| 2016      | Stefan Zweig: Búcsú Európától | Vor der Morgenröte                                      | Ernst Feder                     |                    | Maria Schrader      |
| 2017      | Megöljük Sztellát!            | Wir töten Stella                                        | Richard                         |                    | Julian Pölsler      |
| 2017      |                               | Babylon Berlin                                          | August Benda                    | 16 epizód          |                     |
| 2018      | Tranzit                       | Transit                                                 |                                 |                    | Christian Petzold   |
| 2018      |                               | Unterwerfung                                            | Rediger                         | TV-film            | Titus Selge         |
| 2018      |                               | Toulouse                                                |                                 | TV-film            | Michael Sturminger  |
| 2019      |                               | Wir wären andere Menschen                               | Rupert Seidlein                 | TV-film            | Jan Bonny           |
| 2020      |                               | Das Geheimnis des Totenwaldes                           | Thomas Bethge                   | televíziós sorozat | Sven Bohse          |
| 2021      |                               | Sörensen hat Angst                                      | Frieder Marek                   | TV-film            | Bjarne Mädel        |

## Fordítás
- Ez a szócikk részben vagy egészben a Matthias Brandt című német Wikipédia-szócikk fordításán alapul.  Az eredeti cikk szerkesztőit annak laptörténete sorolja fel. Ez a jelzés csupán a megfogalmazás eredetét és a szerzői jogokat jelzi, nem szolgál a cikkben szereplő információk forrásmegjelöléseként.